# 岩手県道231号吉里吉里釜石線
岩手県道231号吉里吉里釜石線（いわてけんどう231ごう きりきりかまいしせん）は、岩手県上閉伊郡大槌町と釜石市を結ぶ一般県道である。

## 概要
大槌町吉里吉里から釜石市片岸町までを結ぶ路線で、県道の認定前は国道45号であった路線である。東日本大震災により、大槌町の市街地を通る箇所が被災しており復興中である。
なお起点の吉里吉里は井上ひさしの小説「吉里吉里人」で一躍有名になった場所である。

### 路線データ
- 起点：上閉伊郡大槌町吉里吉里一丁目（国道45号交点）
- 終点：釜石市片岸町字片岸（国道45号交点）

## 路線状況

### 重複区間
- 岩手県道280号大槌小鎚線（大槌町安渡立体交差点 - 大町）

## 地理

### 通過する自治体
- 上閉伊郡大槌町
- 釜石市

### 交差する道路
- 国道45号（起点）
- 岩手県道26号大槌小国線（大槌町・安渡立体交差点）
- 岩手県道280号大槌小鎚線（大槌町安渡立体交差点）
- 岩手県道280号大槌小鎚線（大槌町大町）
- 国道45号（終点）